# Начосний Денис Миколайович
Дени́с Микола́йович Начо́сний (2 вересня 1986 — 12 квітня 2018) — сержант Збройних сил України, учасник російсько-української війни.

## Життєпис
Народився 1986 року в селиші Маркеєв (Чаплинський район, Херсонська область); мешкав у Генічеську, де закінчив школу.
У часі війни — сержант, заступник командира взводу (виконував обов'язки комвзвода) — командир бойової машини 3-го відділення 1-го взводу 2-ї мотопіхотної роти 34-го батальйону. З 8 лютого 2015 до квітня 2016 року проходив службу за мобілізацією, 5 вересня 2016-го підписав контракт. Боронив Райгородок, Бахмут, Авдіївку. З 14 червня 2017 року ніс службу на блокпосту в Пісках. У грудні 2017-го напередодні дня святого Миколая в Пісках на блокпосту зав'язався бій, і «Чечен» із побратимом стояли під вогнем ворога, аж доки не скінчилися набої. Під час перезаряджання біля товарища вибухнула розривна куля; Денис зорієнтувався та відтягнув побратима за лікарню, біля якої вони стояли.
8 березня 2018 у нього сплинув термін контракту; наприкінці місяця поїхав додому, де одружився, та підписав новий контракт, 8 квітня повернувся до свого батальйону. В квітні 2018-го зазнав поранення — куля пройшла дотично повз скроню та полетіла далі. Денис відмовився їхати до шпиталю та залишився біля своїх.
12 квітня 2018 року загинув в передвечірню пору від кулі снайпера поблизу селища Піски (Ясинуватський район), рятуючи важкопораненого товариша.
Похований 15 квітня 2018-го в селі Червоне (Генічеський район).
Без Дениса лишились батьки, сестра, дружина та донька 2016р.н. від другого шлюбу.

## Нагороди та вшанування
- указом Президента України № 189/2018 від 27 червня 2018 року «за особисту мужність і самовіддані дії, виявлені у захисті державного суверенітету та територіальної цілісності України, зразкового виконання військового обов'язку» — нагороджений орденом «За мужність» III ступеня (посмертно)[1]
- 7 грудня 2018 в Маркеєвскій школі відкрито меморіальну дошку Денису Начосному.